# 306 aC
El 306 aC va ser un any del calendari romà prejulià. A la República i a l'Imperi Romà es coneixia com l'Any del Consolat de Trèmul i Arvina (o també any 448 ab urbe condita). La denominació 306 aC per a aquest any s'ha emprat des de l'edat mitjana, quan el calendari Anno Domini va ser el mètode prevalent a Europa per a anomenar els anys.

## Esdeveniments

### Antiga Grècia. ElsDiàdocs
- Demetri Poliorceta, fill d'Antígon Monoftalm, ocupa Xipre després d'una gran batalla naval contra Menelau, germà de Ptolemeu I Sòter, a Salamina. Això dona al pare de Demetri, Antígon, el control del mar Egeu, el Mediterrani oriental, i tot l'Orient Mitjà, excepte Babilònia. La famosa cortesana Làmia forma part del botí de Demetri, sobre el que aviat té una gran influència.[2][3]
- Antígon Monoftalm es fa coronar rei a Sardes, i associa al tron al seu fill. Ptolemeu I Soter, Lisímac i Seleuc (que havia recuperat Babilònia) no tarden en imitar el seu exemple.[4]
- Epicur, acompanyat d'un grapat de deixebles, s'instal·la a Atenes. Organitza la seva escola considerant que la saviesa és l'art del bon viure. Compra un terreny, anomenat El jardí i s'hi instal·la per viure una vida modesta i harmònica en amistat.[5]
- Leontisc, fill de Ptolemeu I Soter, cau presoner de Demetri Poliorceta a la gran batalla naval de Xipre, juntament amb el seu oncle Menelau. Demetri el retorna al seu pare, sense que hagi de pagar cap mena de rescat, segons diu Ateneu de Nàucratis.[6]

### Sicília
- Els soldats siracusans que lluitaven a l'Àfrica a les ordres d'Agàtocles, quan veuen que fuig cap a Sicília després d'una derrota, en revenja per la traïció, maten els seus fills que s'han quedat amb els soldats i fan la pau amb Cartago.[7]
- Quan Agàtocles deixa el nord d'Àfrica a finals del 307 aC, pel temor a una nova derrota i torna a Siracusa, es troba a Dinòcrates al front d'un exèrcit tant poderós que prefereix renunciar a la tirania i fer tornar els exiliats. Ofereix quedar-se només amb dues fortaleses i el seu territori circumdant, però Dinòcrates no accepta el tracte i Agàtocles el derrota en una batalla, i l'obliga a rendir-se.[8]

### Antiga Roma
- Aquest any són elegits cònsols Quint Marci Trèmul i Publi Corneli Arvina.[9]
- Trèmul fa la guerra contra els hèrnics i els anagnins als que derrota fàcilment. Dona suport al seu col·lega al Sàmnium i quan arriba, els samnites l'ataquen però arriba Corneli Arvina i els dos generals romans aconsegueixen una gran victòria. Arvina es queda al Sàmnium i Trèmul torna a Roma, on celebra un triomf. Se li erigeix una estàtua al fòrum, davant del temple de Càstor.[10][11]
- Publi Corneli Escipió Barbat és nomenat dictador amb l'encàrrec de celebrar els comicis. Té com a magister equitum a Publi Deci Mus.[12]
- Es signa el Tercer tractat entre Roma i Cartago que reconeix l'hegemonia de Roma a Itàlia i la de Cartago a Sicília.[13]